# Беликово (Ульяновская область)
Беликово — село в составе Малохомутёрского сельского поселения Барышского района Ульяновской области.

## География
Находится на расстоянии примерно 15 километров на север по прямой от районного центра города Барыш.

## История
Село существовало ещё в 1780 году. Принадлежало пензенскому помещику Беликову Н. А. 
На 1859 год село Беликово, владельческое, на коммерческом тракте из г. Симбирска в г. Пензу, входило в состав 1-го стана Карсунского уезда, имелось: церковь, заводы: поташный и три  кожевенных; в 82 дворах жило: 362 муж. и 433 жен.
В 1913 году было учтено дворов 162, жителей 907, деревянная Спасская церковь (утрачена) и школа. В 1990-е годы работало отделение СПК им. Дзержинского.

## Население
Население составляло 89 человек в 2002 году (русские 91 %), 64 по переписи 2010 года.